# 艾希淳
艾希淳（1506年—？），字治伯（次伯），號西麓、號居麓，陝西延安府米脂縣人，明朝政治人物。

## 生平
嘉靖十年（1531年）辛卯科陕西乡试第三十四名举人，三十歲中式十四年（1535年）乙未科会试第一百二十五名，二甲第十七名進士。初授南京户部广西清吏司主事，歷署员外郎、郎中事主事，升浙江按察司佥事、河南布政司左参议、山西按察司副使、山西布政司右参政。
嘉靖二十九年，俺答入寇京师，艾希淳升任都察院右佥都御史，同工部侍郎孙禬出城督治濠堑，保守关厢，不久代替杨守谦为保定巡抚，有政声。三十四年闰十一月，升官至户部右侍郎，嘉靖三十五年（1556年）以疾致仕归。。三十八年查理边储户科右给事中魏文吉等人劾奏诸边臣侵冒不职状，艾希淳被革职闲住。

## 家族
曾祖艾旺；祖父艾文吉；父艾蕙，典膳。母張氏；繼母高氏。慈侍下。兄希清、希仁、志仁。弟希渊、纯仁。